# Катастрофа C-130 под Гулимином
Катастрофа C-130 под Гулимином — авиационное происшествие, произошедшее 26 июля 2011 года в Марокко.
Рейс С-130 Королевских ВВС Марокко выполнял рейс Дахла — Кенитра с остановкой на авиационной военной базе в Гулимине. На борту находились 9 членов экипажа и 71 (60 — военных, 11 — гражданских лиц) пассажир. Двое пассажиров (сначала, по ошибке, записали троих) получили тяжелые ранения и были доставлены с места крушения в госпиталь Гулимина, однако спасти их не удалось.
Причиной катастрофы послужило столкновение военно-транспортного самолёта C-130 Hercules с горой недалеко от города Гулимин, на юге страны при заходе на посадку в 10 километрах от ВПП. По предварительным данным, причиной катастрофы стал туман и плохие погодные условия.
Агентство REUTERS, со ссылкой на официальное марокканское агентство MAP, объявило авиакатастрофу самолета Lockheed C-130 Hercules крупнейшей в стране за последние десятилетия.
Король Марокко Мухаммед VI принес соболезнования родственникам погибших и объявил трехдневный траур.